# Ford Squire
O Ford Squire é um carro da Ford fabricado para o mercado do Reino Unido entre 1955 e 1959.